# 博因 (洛萨达)
博因是葡萄牙波尔图区的一个堂区。总面积3.65平方公里，总人口2262人，人口密度619.7人/平方公里。